# Inchiesta Jacini
L'inchiesta Jacini fu una inchiesta parlamentare del Regno d'Italia condotta dal 1877 al 1886 per esaminare le condizioni dell'agricoltura nel paese. L'inchiesta prende il nome da Stefano Jacini, che diresse la commissione a partire dal 1877.

## Descrizione
L'inchiesta venne intrapresa in un contesto politico (l'età liberale dell'Italia post-unitaria) dove le prime riforme politiche in direzione inclusiva cominciavano a farsi strada.
Si trattò di un'indagine che non produsse, tuttavia, nessuna riforma immediata. «L'Italia ufficiale – scrive Giuseppe Villani – imparò allora che in vastissime plaghe delle sue campagne la denutrizione era la regola, che la malaria infieriva nelle regioni del Sud e la pellagra in quelle del nord e che le vittime di queste malattie si contavano ogni anno a migliaia. Seppe delle case-tugurio, dei bambini costretti al lavoro in acerbissima età, dell'analfabetismo e della degradazione; ma la denuncia non ebbe seguito.» 
Altrettanto infruttuose restarono le inchieste agrarie condotte, negli stessi anni, dai meridionalisti conservatori Leopoldo Franchetti e Sidney Sonnino.